# Jennifer Zietz
Jennifer Zietz (Rostock, 14 settembre 1983) è un'allenatrice di calcio ed ex calciatrice tedesca, di ruolo centrocampista.
Ha legato la sua carriera alla squadra di calcio femminile tedesca Turbine Potsdam laureandosi 6 volte campionessa di Germania e vincendo 3 volte la Coppa DBF. Nel 2002 si aggiudicò il titolo di capocannoniere del campionato.
In campo internazionale ha vinto la UEFA Women's Cup nel 2005 e la Champions League nel 2010.
Con la nazionale tedesca vince l'Europeo del 2009 senza però mai scendere in campo.
Si ritira dal calcio giocato al termine della stagione 2014-2015.
Nel 2022 si aggiudica il One Club Woman, riconoscimento per calciatori e calciatrici, istituito e assegnato dalla società di calcio basca dell'Athletic Bilbao, per aver legato tutta la sua carriera al club Turbine Potsdam.

## Palmarès

### Club

#### Competizioni nazionali
- Campionato tedesco: 6

Turbine Potsdam: 2003-2004, 2005-2006, 2008-2009, 2009-2010, 2010-2011, 2011-2012
- Coppa di Germania: 3

Turbine Potsdam: 2003-2004, 2004-2005, 2005-2006

#### Competizioni internazionali
- UEFA Women's Champions League: 1

Turbine Potsdam: 2004-2005, 2009-2010

### Nazionale
- Campionato d'Europa: 1

2009